# 陳應良
陳應良，福建晋江人，明朝政治人物、進士出身。

## 生平
永樂十二年（1414年）舉甲午科福建鄉試。永樂十三年（1415年）聯捷乙未科進士，授湖广道监察御史。